# Петровка (Петропавловский район)
Петро́вка (укр. Петрівка) — село,
Петровский сельский совет,
Петропавловский район,
Днепропетровская область,
Украина.
Код КОАТУУ — 1223883701. Население по переписи 2001 года составляло 452 человека.
Является административным центром Петровского сельского совета, в который, кроме того, входят сёла
Катериновка,
Малониколаевка,
Марьина Роща и
Новопричепиловка.

## Географическое положение
Село Петровка находится на правом берегу реки Самара,
выше по течению на расстоянии в 3 км расположено село Новопричепиловка,
ниже по течению на расстоянии в 2 км расположено село Катериновка,
на противоположном берегу — село Николаевка.
Река в этом месте извилистая, образует лиманы, старицы и заболоченные озёра.

## История
- Село было основано в конце 70–х годов XVIII века запорожскими казаками.
- В феврале 1943 года был расстрелян фашистами уроженец села, научный работник Д. М. Фомичев.
- В годы застоя на территории Петровки располагалась центральная усадьба колхоза им. Кирова, который специализировался на выращивании зерновых культур (озимая пшеница, кукуруза), подсолнечника, животноводстве.
- По состоянию на конец 1960-х годов, в селе работали восьмилетняя школа, клуб, библиотека[2].

## Объекты социальной сферы
- Школа.
- Амбулатория.
- Дом культуры.

## Достопримечательности
- Братская могила советских воинов.